# Analog tv
Analog tv, analog television og analog fjernsyn er fællesbetegnelser for tv overvejende formidler information via analog radio. Informationen kan f.eks. formidles via:
- tv-sendemaster på landjorden (terrestrisk, terra = jord)
- Satellit-tv
- kabel-tv

Mange lande er i dag gået over til at formidle tv-kanaler via digital-tv via jordnettet – f.eks. Danmark, Luxembourg, Holland, Finland, Andorra, Sverige, Schweiz, USA og Tyskland. I nogle af landene sendes det analoge tv stadig i en overgangsperiode.
For at modtage analog tv skal man have en analog tv-tuner, som kan være indbygget i:
- Analog fjernsynsapparat
- DVR (=PVR, inkl. DVD-optager og harddisk-optager), en personlig video recorder (digital harddisk optager til privat brug). Digitale videooptagere kan optage analoge signaler hvis de har en analog tv-tuner.
- (/tilsluttet til) pc eller en decideret HTPC (Home theater PC), medie-pc.

## Danske forhold
De analoge antenne-signaler i Danmark lukkes november 2009. De nuværende analoge sendere lukkes.
Overgangen pr. 1. november 2009 fra analoge til digital tv vedrører kun tv udsendt fra en tv-mast til en almindelig antenne. Kabel-tv og satellit-tv er ikke teknisk berørt heraf.
I Danmark benyttes PAL-B (7MHz kanalbredde) over VHF og PAL-G (8MHz kanalbredde) over UHF, med PAL kodede farver ca. 4,43MHz fra sort/hvid/luminans-bærebølgen. Både B og G benytter 50 halvbilleder per sekund og 625 linjer per helbillede. Dansk analog tv benytter to lydsystemer; analog FM 5,5MHz fra sort-hvid-luminans-bærebølgen – og digital lyd NICAM-stereo 5,85MHz fra sort-hvid-luminans-bærebølgen.

## Teknisk

### Overordnet
Almindelige mastebaseret analog tv ligger i VHF- (Very High Frequency) og UHF- (Ultra High Frequency) frekvensbåndet. Man indstiller sin tv-modtager på den tv-kanal, man ønsker at se.
Et tv-apparats input er et radiofoni-signal modtaget via kabel-tv, en radioantenne eller en parabol.
Signal-processeringskredsløb inden i tv-apparatet ekstraherer lysstyrke, farve- og lyd-informationer fra dette signal. 
Skærmen er en output-enhed, som viser et synligt billede på billedrørets skærm eller TFT-skærmen ud fra de elektriske signaler: "Lysstyrke" (luminans) og "farve" (krominans). Tv-apparatets højttalere er en anden output-enhed, der gengiver lyden ud fra det forstærkede lydsignal.

### Billedinddeling
Selve billedet er opbygget af et stort antal vandrette linjer (Danmark, B, G, 625 linjer/helbillede), startende øverst til venstre i billedet. Luminanssignalet indeholder information om lysindholdet af hvert enkelt lille del af en linje, og krominanssignalerne anvendes til at udlede farven. Årsagen til denne opdeling i luminans og krominans skal bl.a. findes i overgangen fra sort-hvide udsendelser til farveudsendelser, da tv-signalet skulle være bagud-kompatibelt. En sort-hvid tv-modtager benytter kun luminanssignalet til at vise et billede, og de tilføjede krominansinformationer i farveudsendelserne vil normalt ikke virke forstyrrende.
I luminanssignalet er der med jævne mellemrum synkroniseringspulser (synk-pulser), som benyttes i tv-apparatet til at finde ud af, hvornår en ny linje (og et nyt billede) starter. Lige efter en billed-synk-puls kommer billedets første linjes informationer, og efter en linje-synk kommer næste linje. Synk-pulsen benyttes i tv-apparatet også til at 'slukke for lyset' (luminansen) i den tid det tager strålen i billedrøret at nå tilbage til starten af næste linje.

### Farveformidling
Der er forskellige farve-tv-standarder for analoge tv-systemer: I Europa anvendes næsten udelukkende PAL-standarden inkl. i Danmark. I bl.a. Frankrig anvendes SECAM-standarden, i bl.a. USA anvendes NTSC-standarden.
Farve tv-systemerne er ret forskellige i deres måde at formidle farveinformation.
Noget har farvesystemerne tilfælles; de har som modtager-output tre farvekanaler med information for rødlig, gulgrønlig og blålig lysintervaller – som regel omtalt som rød, grøn og blå – eller kort RGB. 
De overførte farvesignaler, er en afart af YUV-farverummet; hvor Y (=R+G+B) er det velkendte luminanssignal, U indeholder (B-Y)-farveinformation – og V indeholder (G-Y)-farveinformation. Det røde signal udledes ved (analogt) at regne følgende ud: Y-(B-Y)-(G-Y)-2*Y=R. Faktisk indgår der koefficienter(vægte) – og UV-rummet kan være roteret afhængig af farvestandarden.
Ved at anvende YUV-farverummet behøver man kun formidlng af to ekstra farveinformationskanaler (UV) – i stedet for tre (RGB).
I PAL og NTSC overføres U og V via de to sidebånd i en QAM-kanal med undertrykt bærebølge. I SECAM benyttes én enkelt FM-kanal og man tidsopdeler og sender skiftevis U og V information i hvert deres tidsinterval (TDM).
De synlige forskelle på farvesystemerne er, at de reagerer forskelligt på signalforvrængning forårsaget af flervejsudbredelse, interferens, filtreringsfejl og signal-støj-forhold.